# Eberhard Ferstl
Eberhard Ferstl (München, 1933. január 16. – 2019. október 8.) olimpiai bronzérmes német gyeplabdázó.

## Pályafutása
1956-ban Melbourne-ben és 1960-ban Rómában az Egyesült Német Csapat tagjaként indult. A melbourne-i olimpián bronzérmet szerzett a válogatottal.

## Sikerei, díjai
- Olimpiai játékok
  - bronzérmes: 1956, Melbourne